# کالج پارک (جورجیا)
کالج پارک شهری در شهرستان فولتن ایالت جورجیا در آمریکاست. طبق آمار سال ۲۰۱۰، جمعیت این شهر معادل ۱۳.۹۴۲ نفر بود.

## موقعیت
موقعیت کالج پارک: ۳۳°۳۸′۵۴″ شمالی ۸۴°۲۷′۲۲″ غربی / ۳۳٫۶۴۸۳۳°شمالی ۸۴٫۴۵۶۱۱°غربی